# Враницкий, Фридрих
Фридрих Враницкий (нем. Friedrich Wranitzky; 14 мая 1798, Вена — 11 декабря 1839, Дрезден) — австрийский виолончелист. Сын Антона Враницкого.

## Биография
Учился у Антона Крафта, работавшего вместе с его отцом в придворной капелле князя Лобковица. Выступал в Вене с семейными концертами, вместе с братом, скрипачом Антоном Враницким-младшим, и сестрой, певицей Анной Враницки. 
С 1823 г. играл в оркестре Кернтнертор-театра, затем в берлинском Кёнигштедтском театре. Вёл также преподавательскую работу, среди его учеников был Юлиус Шталькнехт. Летом 1839 г. перебрался в Дрезден, но оказался безработным и предпринял попытку утопиться в Эльбе. Был спасён, но умер на следующий день.